# Generał major

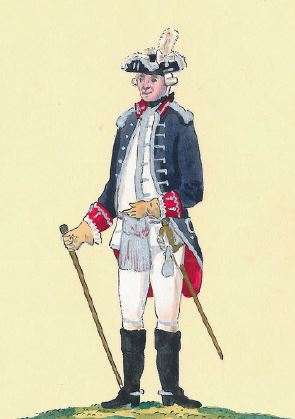
Generał major w 1775

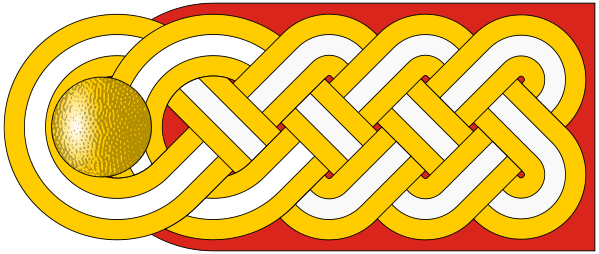
Epolet niemieckiego generała majora (sprzed 1945 roku)

Generał major – stopień wojskowy w różnych armiach świata, m.in. w wojsku I Rzeczypospolitej, odpowiednik generała brygady lub generała dywizji w Wojsku Polskim.
W I Rzeczypospolitej był generałem „komenderującym” w dywizji. Teoretycznie generałowie majorowie – dwóch dla każdej dywizji – mieli sobie podporządkowaną: jeden piechotę, drugi kawalerię. W czasie reform przeprowadzanych przez Sejm Czteroletni nie przestrzegano tego zwyczaju i mieli oni podporządkowane sobie zarówno pułki piesze jak i kawaleryjskie. Dopiero w 1793 roku powrócono do podporządkowania kawalerii i piechoty osobnym generałom majorom.
Stopień generała majora funkcjonował również m.in. w:
- Armii Imperium Rosyjskiego (ros. генера́л-майор),
- Armii Czerwonej (wprowadzony w 1940 roku) i Armii Radzieckiej (ros. генера́л-майор)[2],
- w Wehrmachcie i Luftwaffe (niem. Generalmajor)[3], równorzędny stopniowi kontradmirała (niem. Konteradmiral) w Kriegsmarine.